# Kaburé EC
Az Kaburé Esporte Clube, Colinas do Tocantins labdarúgó csapata. Tocantins állam másodosztályú bajnokságának tagja.

## Sikerlista

### Állami
- 2-szeres Tocantinense bajnok: 1989, 1991
- 3-szoros Copa Tocantins győztes: 1993, 1994, 1996